# Admirał (film 2015)
Admirał (niderl. Michiel de Ruyter) – holenderski dramat filmowy z 2015 roku w reżyserii Roela Reiné, przedstawiający historię życia dowódcy morskiego Michiela de Ruytera.
Film uhonorowano nagrodami Gouden Film oraz Platina Film w Holandii.

## Fabuła
Republika Siedmiu Zjednoczonych Prowincji Niderlandzkich, XVII wiek, doba wojen  angielsko-holenderskich. W państwie ścierają się dwie siły polityczneː zwolenników Korneliusza de Witt ze sprzyjającymi dworowi młodego księcia Wilhelma III Orańskiego. Nowym admirałem zostaje wybrany pochodzący z niższych warstw społecznych Michiel de Ruyter. Przeprowadza modernizację floty i wprowadza nowy system sygnałowy, co przyczynia się do zwycięstwa w bitwie morskiej z flotyllą króla Anglii Karola II Stuarta. Działania De Ruytera sabotowane są przez Cornelisa Trompa. Admirałowi udaje się jednak dokonać ataku na statki angielskie na wodach Tamizy. Bezpieczeństwo rodziny admirała zostaje zagrożone po śmierci Korneliusza de Witt z rąk zmanipulowanego tłumu.

## Obsada
W filmie wystąpili m.in.ː
- Charles Dance jako król Karol II Stuart
- Rutger Hauer jako Maarten Tromp
- Daniel Brocklebank jako lord kanclerz
- Filip Peeters(inne języki) jako Dequesne
- Derek de Lint jako Kievit
- Aurélie Meriel(inne języki) jako Louise
- Tygo Gernandt jako Van Ghent
- Egbert Jan Weeber(inne języki) jako Wilhelm III
- Barry Atsma(inne języki) jako Johan de Witt
- Frank Lammers(inne języki) jako Michiel de Ruyter